# Majed Suroor
Majed Suroor (tiếng Ả Rập:ماجد سرور) (sinh ngày 14 tháng 10 năm 1997) là một cầu thủ bóng đá người Các Tiểu vương quốc Ả Rập Thống nhất. Hiện tại anh thi đấu cho Al-Sharjah.